# Morawsko (województwo zachodniopomorskie)
Morawsko (niem. Grünwald Waldhaus) – osada leśna w Polsce położona w województwie zachodniopomorskim, w powiecie stargardzkim, w gminie Kobylanka, położona 5 km na zachód od Kobylanki (siedziby gminy) i 17 km na zachód od Stargardu (siedziby powiatu).
W latach 1975–1998 miejscowość położona była w województwie szczecińskim.

## Geografia
W pobliżu (po południowej stronie szosy Stargard – Szczecin) znajduje się pomnik przyrody „Dziewięć misiów”.

Leśniczówka Morawsko
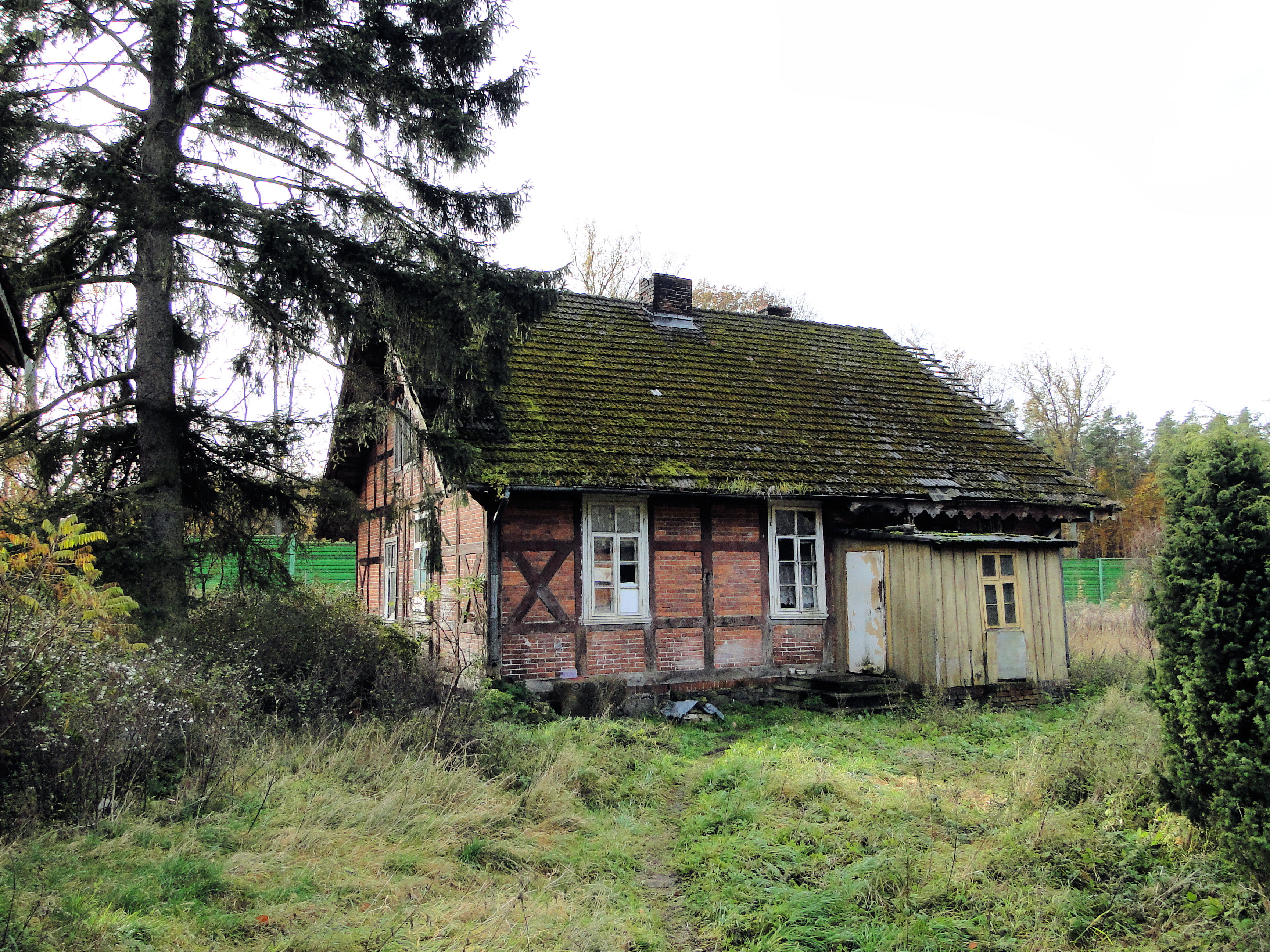
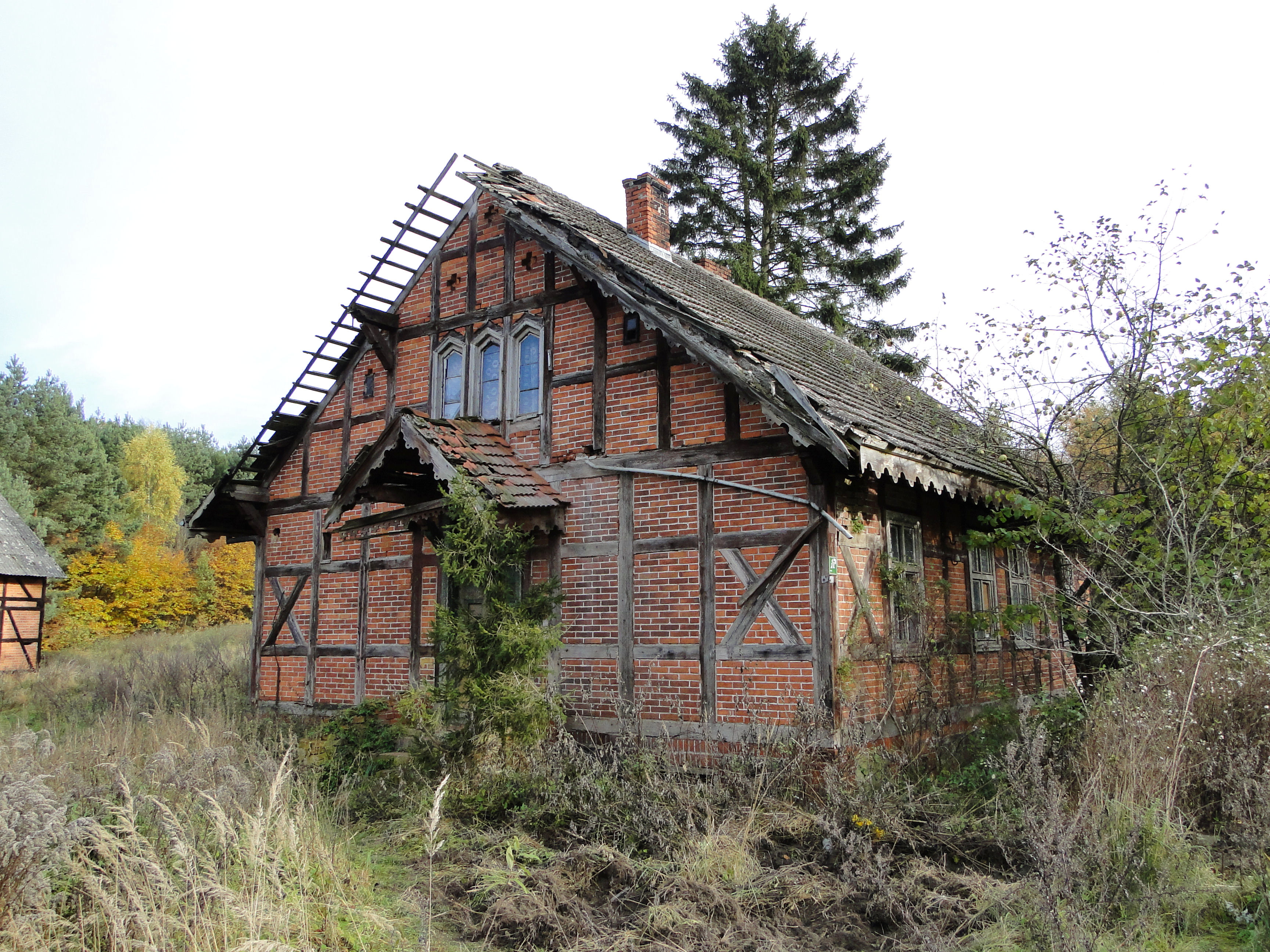

## Nazwa
Nazwa jest tzw. chrztem nazewniczym i ma charakter pseudotopograficzny. Powstała przez dodanie do rekonstruowanej psł. nazwy pospolitej *morava „teren podmokły, trawiasty, mokradło” formantu -sko. Nazwa niemiecka, po raz pierwszy wzmiankowana w 1896, jest złożeniem dwóch członów: przymiotnika grün „zielony” i nazwy pospolitej Wald „las”, do której w późniejszych latach dodano wyróżnik Waldhaus „leśniczówka”.

## Historia
Po osadzie pozostały opuszczone i zrujnowane zabudowania leśniczówki Morawsko, znajdujące się przy szosie łączącej Szczecin ze Stargardem. Leśniczówka została zbudowana w technice ryglowej, pod koniec XIX w.